# DUXA
DUXA (англ. Double homeobox A) – білок, який кодується однойменним геном, розташованим у людей на довгому плечі 19-ї хромосоми. Довжина поліпептидного ланцюга білка становить 204 амінокислот, а молекулярна маса — 23 817.
| 10         |  | 20         |  | 30         |  | 40         |  | 50         |
| ---------- |  | ---------- |  | ---------- |  | ---------- |  | ---------- |
| MAEDTYSHKM |  | VKTNHRRCRT |  | KFTEEQLKIL |  | INTFNQKPYP |  | GYATKQKLAL |
| EINTEESRIQ |  | IWFQNRRARH |  | GFQKRPEAET |  | LESSQSQGQD |  | QPGVEFQSRE |
| ARRCRTTYSA |  | SQLHTLIKAF |  | MKNPYPGIDS |  | REELAKEIGV |  | PESRVQIWFQ |
| NRRSRLLLQR |  | KREPVASLEQ |  | EEQGKIPEGL |  | QGAEDTQNGT |  | NFTSDSHFSG |
| ARTW       |  |            |  |            |  |            |  |            |

A: Аланін

C: Цистеїн

D: Аспарагінова кислота

E: Глутамінова кислота

F: Фенілаланін

G: Гліцин

H: Гістидин

I: Ізолейцин

K: Лізин

L: Лейцин

M: Метіонін

N: Аспарагін

P: Пролін

Q: Глутамін

R: Аргінін

S: Серин

T: Треонін

V: Валін

W: Триптофан

Задіяний у таких біологічних процесах, як транскрипція, регуляція транскрипції. 
Білок має сайт для зв'язування з ДНК. 
Локалізований у ядрі.